# ميخائيل كوكي
ميخائيل كوكي (بالإنجليزية: Michael Cooke)‏ هو صحفي بريطاني، ولد في 1953 في إنجلترا في المملكة المتحدة.